# Luchy Soto
Luchy Soto (eigtl. Lucía Soto Muñoz; * 21. Februar 1919 in Madrid; † 5. Oktober 1970 ebenda) war eine spanische Schauspielerin.

## Leben und Werk
Soto, Tochter der Theaterschauspieler Manuel Soto und Guadalupe Muñoz Sampedro, stand bereits im Alter von vierzehn Jahren vor der Filmkamera; dabei trat sie nicht nur als Schauspielerin, sondern auch als Sängerin und Tänzerin in Erscheinung. Ihre Rollen waren dabei vielfältig und reichten von Komödien bis zu Melodramen. In den 1940er Jahren wurde sie zu einem der weiblichen Stars aus der zweiten Reihe in Spanien und spielte neben allen großen männlichen Idolen dieser Zeit.
Mitte des Jahrzehntes konzentrierte sie sich auf Bühnenarbeit und ging mit der Theatertruppe ihrer Mutter auf Tournee nach Südamerika; ihr Ehemann Luis Peña gehörte dieser Truppe ebenfalls an. Erst gegen Ende der 1950er Jahre war sie wieder auf der Leinwand zu sehen; daneben spielte sie bis zu ihrem Tode Rollen im Fernsehen.

## Filmografie (Auswahl)
- 1936: Temperament für zwei
- 1959: Der Weg des Herrn
- 1967: Scheideweg einer Nonne
- 1970: Garten der Lüste